# George Quaintance
George Quaintance (Page County, 3 juni 1902 - Los Angeles, 8 november 1957) was een Amerikaanse kunstenaar, beroemd om zijn geïdealiseerde, sterk homo-erotische illustraties van mannen in beefcake tijdschriften uit het midden van de 20e eeuw. Wild West-voorstellingen vormden een veelvoorkomend thema. Zijn kunstwerken hielpen bij het creëren van het stereotype van de macho die tegelijkertijd ook homoseksueel was. Hierdoor was Quaintance een groot inspiratiebron voor onder meer de Finse kunstenaar Tom of Finland.

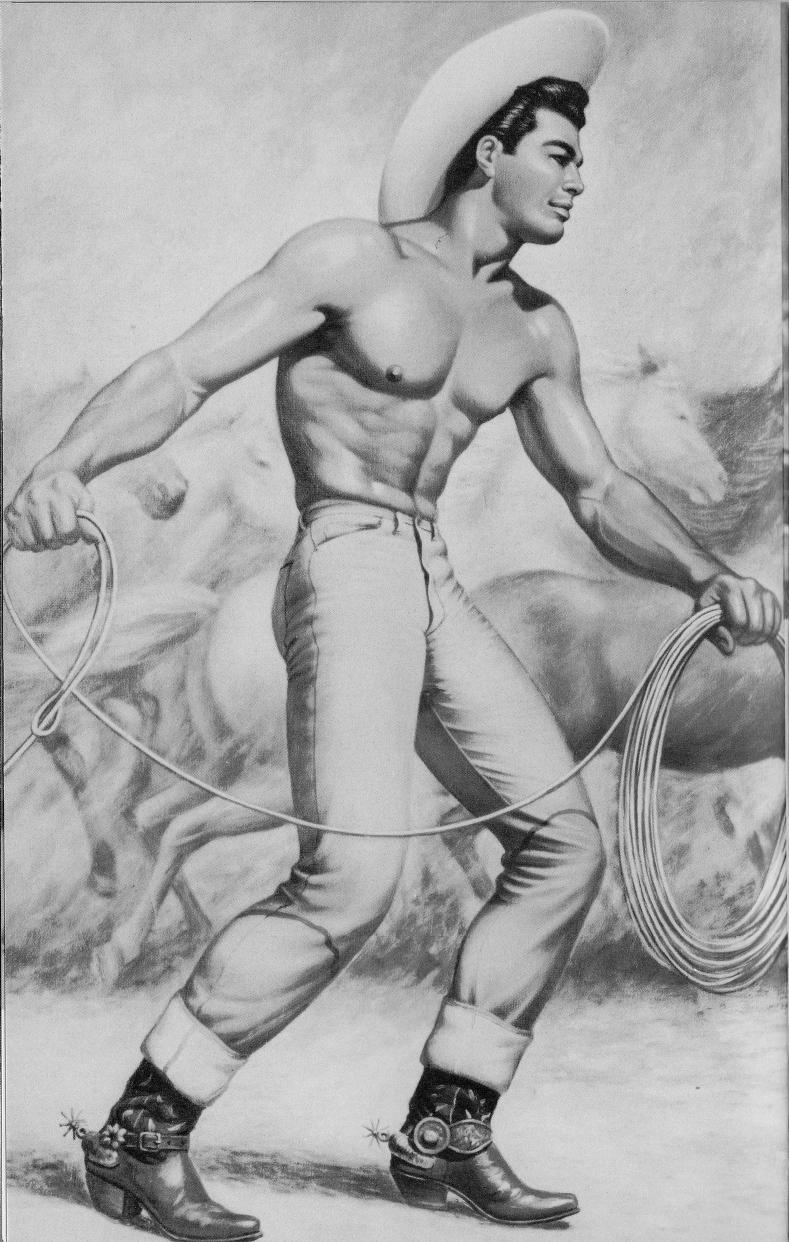
Red Dust, een schilderij van Quaintance, met de kenmerkende Wild West-voorstelling, gepubliceerd in Physique Pictorial (1955).

## Biografie
Quaintance groeide op op een boerderij en toonde op jonge leeftijd al talent te hebben voor kunst. Ondanks dat hij in de kast zat, werd hij als tiener beschreven als 'duidelijk en actief homoseksueel'. Op 18-jarige leeftijd ging hij studeren aan de Art Students League in New York. Naast dat hij schilderde en tekende, leerde Quaintance ook dansen. Hier ontmoette hij Miriam Chester, met wie hij trouwde. Het huwelijk hield echter niet lang stand. In de jaren '30 werd Quaintance haarstylist.
Zijn eerste kunstopdrachten waren anoniem reclamewerk, maar in 1934 begon Quaintance freelance omslagillustraties te verkopen aan verschillende pulptijdschriften, zoals Gay French Life, Ginger, Movie Humor, Movie Merry Go-Round, Snappy Detective Mysteries, Snappy Stories, Stolen Sweets en Tempting Tales. Deze werden zowel in burleske hallen als onder de toonbank bij discrete kiosken verkocht. Quaintance publiceerde deze illustraties alsnog onder een pseudoniem, Geo. Quintana.
Eind jaren '30 kreeg hij een relatie met Victor Garcia, die zijn zakenpartner werd en in de jaren '40 vaak het onderwerp van zijn kunst was. In die tijd was hij kunstredacteur voor Joe Bonomo, die vrouwenbladen publiceerde. In 1951 werd de kunst van Quaintance gebruikt voor de eerste cover van Physique Pictorial, onder redactie van lichaamsfotograaf Bob Mizer. In de jaren die volgden, publiceerde Quaintance zijn illustraties in een grote verscheidenheid aan beefcake tijdschriften. Halverwege de jaren '50 was hij zo succesvol dat hij de vraag naar zijn kunstwerken niet langer kon bijhouden.
Op 8 november 1957 stierf Quaintance op 55-jarige leeftijd aan een hartinfarct.